# Szemjon Jakovlevics Nadszon

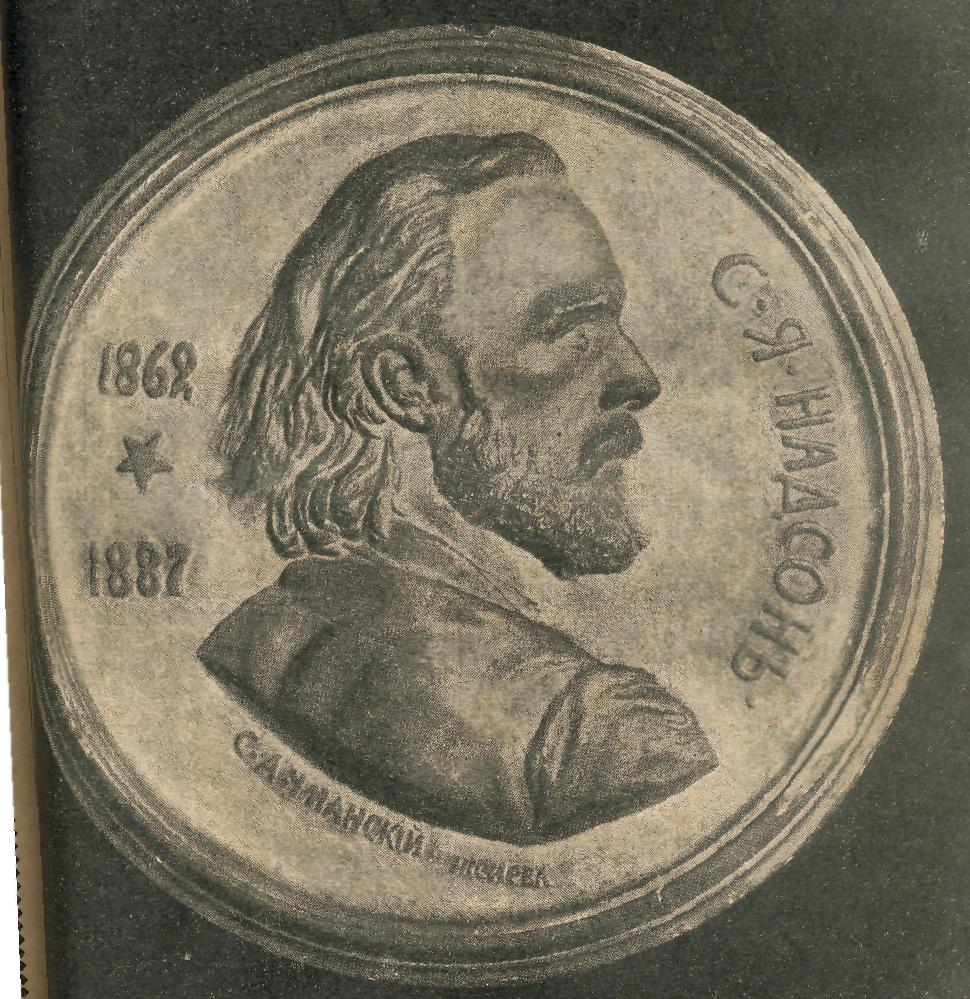

Szemjon Jakovlevics Nadszon (Szentpétervár, 1862. december 14. (régi naptár) – Jalta, 1887. január 9. (régi naptár) orosz költő.
Fiatal létére is lírájával akkora népszerűségre tett szert, hogy halálhírére több orosz egyetemen félbeszakították az irodalomtörténeti előadást, és a tanárok az ő irodalmi működését ismertették. Költeményeit mély pesszimisztikus érzés, erős filozófiai felfogás és formatökély jellemzi. Kiadott költeményei nagy népszerűségnek örvendtek és összegyűjtve 1892-ben már a 11. kiadást érték meg Стихотворения С. Я. Надсона [Sztyihotvorenyija Sz. Ja. Nadszona] (Sz. Ja. Nadszon költeményei) címmel. Tüdőbetegségben halt meg Jaltában.